# Goriš
Goriš falu Horvátországban Šibenik-Knin megyében. Közigazgatásilag Šibenikhez tartozik.

## Fekvése
Šibenik központjától légvonalban 12, közúton 18 km-re északkeletre, Dalmácia középső részén, a Krka Nemzeti Park keleti szélén fekszik.

## Története
Területe már az ókorban is lakott volt, ezt bizonyítja a határában található „Okrugljača” régészeti lelőhely, egy kerek alaprajzú ókori erődített település maradványa. A települést és plébániáját a šibeniki püspökség alapításakor 1298-ban még „Cesna” néven említik először. A régi plébániatemplom egy a šibenikiek által 1342-ben épített torony mellett állt. Ezt a régi, Szent György tiszteletére szentelt plébániatemplomot 1560-ban a török egyik rablóhadjárata során lerombolta. Ezt követően az itt lakók egy  ideig a pokrovniki plébániához, majd  1648-ban a kandiai háború idején a šibenik varoši plébániához tartoztak. 1861-ben megalapították az önálló konjevratei plébániát, melyhez ezután az itteni hívek is tartoztak. 1797-ben a Velencei Köztársaság megszűnésével a Habsburg Birodalom része lett. 1806-ban Napóleon csapatai foglalták el és 1813-ig francia uralom alatt állt. Napóleon bukása után ismét Habsburg uralom következett, mely az első világháború végéig tartott. A településnek 1880-ban 223, 1910-ben 256 lakosa volt. Az I. világháború után rövid ideig az Olasz Királyság, ezután a Szerb-Horvát-Szlovén Királyság, majd Jugoszlávia része lett. 1991-ben lakosságának 91 százaléka horvát, 3 százaléka szerb nemzetiségű volt. A délszláv háború során mindvégig horvát kézen maradt. 2011-ben 147 lakosa volt.

## Lakosság
| Lakosság változása | Lakosság változása | Lakosság változása | Lakosság változása | Lakosság változása | Lakosság változása | Lakosság változása | Lakosság változása | Lakosság változása | Lakosság változása | Lakosság változása | Lakosság változása | Lakosság változása | Lakosság változása | Lakosság változása | Lakosság változása |
| ------------------ | ------------------ | ------------------ | ------------------ | ------------------ | ------------------ | ------------------ | ------------------ | ------------------ | ------------------ | ------------------ | ------------------ | ------------------ | ------------------ | ------------------ | ------------------ |
| 1857               | 1869               | 1880               | 1890               | 1900               | 1910               | 1921               | 1931               | 1948               | 1953               | 1961               | 1971               | 1981               | 1991               | 2001               | 2011               |
| 0                  | 0                  | 223                | 182                | 218                | 256                | 284                | 287                | 328                | 358                | 387                | 339                | 316                | 232                | 176                | 147                |

(1857-ben és 1869-ben lakosságát a szomszédos Konjevratéhez számították.)

## Nevezetességei
A település határának nyugati részét a Krka Nemzeti Park egy része képezi, melynek lozovaci bejárata nem messze található. A nemzeti park a Krka folyóról kapta a nevét, melynek nagy részét, Skradintól Kninig tartó szakaszát foglalja magában. Számos szikla, vízesés, valamint az itteni különleges állat- és növényvilág érdemes a figyelemre.